# زمین‌لرزه ۱۹۵۷ مغولستان
زمین‌لرزه مغولستان  در تاریخ ۴ دسامبر ۱۹۵۷ میلادی، برابر با ‎۱۳ آذر ۱۳۳۶، ساعت ۳:۳۷:۵۱ به زمان یوتی‌سی در مغولستان رخ داد. ژرفای این زلزله ۲۵ کیلومتر بود. بزرگی آن ۸٫۱ در مقیاس Mw اعلام شده‌است. زمین‌لرزه به وقت محلی در روز چهارشنبه، ساعت ۱۱ روی داده و منطقه زمانی آن یوتی‌سی +۸ بوده‌است .
سازمان زمین‌شناسی آمریکا نیز جای این زمین‌لرزه را در مختصات ۴۵°۰۶′شمالی ۹۹°۲۴′شرقی / ۴۵٫۱°شمالی ۹۹٫۴°شرقی و بزرگی آنرا برابر با ۸٫۱ در مقیاس ریشتر اعلام کرده‌است. ژرفای گزارش شده از سوی این سازمان ۵۰ کیلومتر می‌باشد.